# She's Not Cryin' Anymore
"She's Not Cryin' Anymore" é uma canção co-escrita e gravada pelo cantor country Billy Ray Cyrus. 
É o quarto single do álbum Some Gave All. A canção atingiu o 57 lugar na Billboard Hot Country Songs e a quarta da carreira de Cyrus a entrar no Top 40. 
A canção pulou para o 6 lugar nas paradas musicais, depois de 20 semanas. Ficou em 70 lugar na Billboard Hot 100.  

## Posições nas paradas musicais
| Paradas (1993)                               | Posições |
| -------------------------------------------- | -------- |
| Canadian RPM Country Tracks                  | 3        |
| Estados Unidos (Billboard Hot 100)           | 70       |
| Estados Unidos (Billboard Hot Country Songs) | 6        |